# Sazená
Sazená är en ort i Tjeckien.   Den ligger i regionen Mellersta Böhmen, i den centrala delen av landet, 26 km norr om huvudstaden Prag. Sazená ligger 181 meter över havet och antalet invånare är 264.
Terrängen runt Sazená är platt. Runt Sazená är det ganska tätbefolkat, med 124 invånare per kvadratkilometer. Närmaste större samhälle är Mělník, 14,2 km öster om Sazená. Trakten runt Sazená består till största delen av jordbruksmark.